# Галака Олександр Іванович
Олександр Іванович Гала́ка (нар. 27 червня 1955, м. Харків) — український військовий, начальник ГУР МО України (2003 — 2008). Державний службовець першого рангу.

## Біографічні дані
Народився 27 червня 1955 року в м. Харкові. Одружений, має двох синів. Вільно володіє англійською мовою.

## Освіта
Вищі освіти:
- інженерна — Київське вище зенітне ракетне інженерне училище ім. С. М. Кірова, 1978 р., воєнний інженер по радіотехніці;
- воєнна — командний факультет Військової академії протиповітряної оборони Сухопутних військ, 1987 р.;
- юридична — Київський національний університет ім. Т. Шевченка, 2000 р., спеціаліст права.

Стажування та підвищення кваліфікації:
- 1994 рік — прослухав спеціальний курс в Оборонному коледжі НАТО, Італія;
- 1995 рік — прослухав спеціальний курс в Оборонному коледжі Нідерландів.

## Проходження служби
- 1973 — 1992 рр. — військова служба в складі Радянської армії;
- з травня 1992 року по травень 1993 року — офіцер, старший офіцер Центру оперативно-стратегічних досліджень Генерального штабу Збройних Сил України;
- з травня 1993 року по жовтень 1996 року — перший секретар управління контролю над озброєннями та роззброєння Міністерства закордонних справ України;
- з червня 1995 року по березень 1996 року — перший секретар (офіцер зв'язку України при штаб-квартирі НАТО) Посольства України в Бельгії;
- з жовтня 1996 року по серпень 1999 року — військовий, військово-повітряний, військово-морський та аташе з питань оборони України в США;
- з серпня 1999 року по жовтень 2000 року — начальник управління Міністерства оборони України;
- з лютого 2001 року по листопад 2002 року — помічник Генерального директора ДК «Укрспецекспорт»;
- з листопада 2002 року — помічник заступника Секретаря Ради національної безпеки і оборони України.
- з січня 2003 року — заступник Секретаря Ради національної безпеки і оборони України.
- з березня 2003 — начальник ГУР МО України.